# Pathaan (film)
Pathaan is een Indiase actie-thriller uit 2023, geregisseerd door Siddharth Anand.

## Verhaal
Lange tijd werd gedacht dat RAW-agent Pathaan dood was, maar nu is hij terug. Omdat een particuliere terroristische organisatie, waarbij hij al eerder betrokken was en die hem de vorige keer misleidde, terug is. Hun leider, de voormalig RAW-agent Jim, plant een verschrikkelijke aanval die India op zijn kop zal zetten. Alleen Pathaan kan hem tegenhouden, maar daarvoor heeft hij niet alleen de hulp van zijn collega's nodig, maar vooral de mysterieuze Rubai.

## Rolverdeling
| Acteur             | Personage                                    |
| ------------------ | -------------------------------------------- |
| Shah Rukh Khan     | Pathaan                                      |
| Deepika Padukone   | Rubina "Rubai" Mohsin                        |
| John Abraham       | Jim                                          |
| Dimple Kapadia     | Nandini Grewal                               |
| Ashutosh Rana      | Sunil Luthra                                 |
| Prakash Belawadi   | Dr. Sahani                                   |
| Keith Sequeira     | piloot Mehra                                 |
| Rachel Ann Mullins | Alice                                        |
| Salman Khan        | Avinash "Tiger" Singh Rathore (gastoptreden) |

## Ontvangst
Op Rotten Tomatoes heeft Pathaan een waarde van 83% en een gemiddelde score van 7,80/10, gebaseerd op 30 recensies. Op Metacritic heeft de film een gemiddelde score van 47/100, gebaseerd op 7 recensies.

## Prijzen en nominaties
| Jaar | Prijs                                  | Categorie                | Genomineerde(n)  | Uitslag     |
| ---- | -------------------------------------- | ------------------------ | ---------------- | ----------- |
| 2023 | Nickelodeon Kids' Choice Awards, India | Favoriete film           | Favoriete film   | Genomineerd |
| 2023 | Nickelodeon Kids' Choice Awards, India | Favoriete acteur - Film  | Sjah Rukh Khan   | Genomineerd |
| 2023 | Nickelodeon Kids' Choice Awards, India | Favoriete actrice - Film | Deepika Padukone | Genomineerd |